# Фанелло, Джованни
Джованни Фанелли (итал. Giovanni Fanello; род. 21 февраля 1939, Пиццо, Калабрия) — итальянский футболист, игравший на позиции нападающего.
Выступал, в частности, за клуб «Наполи», а также национальную сборную Италии.

## Клубная карьера
Родился 21 февраля 1939 года в городе Пиццо. Воспитанник юношеской команды «Пиццо» из родного города, с которой он играл в региональных лигах Калабрии в 1953—1957 годах.
В профессиональном футболе дебютировал в 1958 году выступлениями за команду «Катандзаро», с которой в первом сезоне выиграл группу Б Серии С и вышел с командой в Серию В, где в следующем сезоне забил 15 голов и стал лучшим бомбардиром команды.
В 1960 году после удачного выступления в составе сборной Италии на Олимпийских играх, Фанелли за 40 млн лир был приобретён клубом «Милан», и сразу же был отдан в аренду в клуб «Алессандрия» в обмен на полузащитника Джанни Риверу. С пьемонтцямы Фанелли в сезоне 1960/61 годов выиграл звание лучшего бомбардира Серии В, установив рекорд — 26 мячей в 37 играх (рекорд держался 38 лет, пока не был побит Марко Ферранте в сезоне 1998/99 годов).
В конце сезона Фанелли покинул «Алессандрию» и вернулся в «Милан», который на этот раз продал его в «Наполи» за 150 млн лир. Неаполитанцы в первом же сезоне 1961/62 года заняли второе место в Серии В и вышли в элиту, а также выиграли Кубок Италии. Это позволило клубу и Джованни в следующем году дебютировать в Кубке обладателей кубков УЕФА, в котором Фанелли забил 3 гола, а итальянская команда дошла до четвертьфинала турнира.
В 1963 году, когда «Наполи» вылетел в Серию В Фанелли перешёл в «Катанию», забив за сезон пять мячей в 35 матчах, после чего вернулся в «Наполи», которому в сезоне 1964/65 годов снова помог выйти в серию А, но в следующем году в элите играл опять за «Катанию», которую не смог спасти от вылета. Летом 1966 перешёл в «Торино», где почти не играл.
Завершил профессиональную игровую карьеру в «Реджане», за которую выступал на протяжении 1967—1970 годов в Серии В. Всего за свою карьеру он провёл в общей сложности 80 матчей и забил 17 голов в Серии А и 218 матчей и 71 голов в Серии В .

## Выступления за сборную
В 1960 году защищал цвета сборной Италии на домашней Олимпиаде в Риме. В составе сборной на турнире провёл 2 матча, забил 1 гол .

## Титулы и достижения
- Обладатель Кубка Италии:

«Наполи» : 1961/62
- Лучший бомбардир Серии В: 1960-61 (26 голов)